# 台湾省政府主席
台湾省政府主席（たいわんしょうせいふしゅせき、繁: 臺灣省政府主席）は、中華民国台湾省政府の首長である。通称は台湾省主席（たいわんしょうしゅせき、繁: 臺灣省主席）。行政院長による指名を経て中華民国総統によって9人の台湾省政府委員が任命され、その中の1人が台湾省政府主席として台湾省政府の業務を統括する。
台湾省政府主席は1947年（民国36年）5月16日に台湾省政府の設置と同時に創設された。1994年（民国83年）12月21日に民選の台湾省長（たいわんしょうちょう、繁: 臺灣省長）に改組されたが、台湾省政府の組織再編（虚省化）が行われた後の1998年（民国84年）12月21日に再び官選の台湾省政府主席となった。2018年（民国107年）7月1日、台湾省政府の業務と人員は行政院国家発展委員会に移管され、台湾省政府主席職は空席となった。台湾省政府は実態を有さなくなったが、「中華民国憲法増修条文」や「地方制度法」などの法律に台湾省政府の組織に関する規定が残っているため、台湾省政府および台湾省政府主席は現在も名目上存続している。

## 沿革
1947年の二・二八事件発生後、陳儀率いる台湾省行政長官公署に対する民衆の強い不満を考慮して、同年4月22日に行政院会議で台湾省行政長官公署を廃止して他の省と同じように省政府を設置し、省政府主席を首長とすることを決定した。5月16日、台湾省政府が発足し、魏道明が初代主席に任命された。
第二次国共内戦に伴う政治の混乱により、台湾省の自治の実施は遅れた。立法府である台湾省議会の議員は1954年（民国44年）から住民の直接選挙で選ばれるようになったが、行政府である台湾省政府の主席は中央政府によって任命される状態が続いた。
1994年（民国83年）、「省県自治法」の施行に伴って台湾省政府主席は民選の台湾省長に改組されることになった。12月3日に行われた省長選挙の結果、宋楚瑜が初代台湾省長に選出され、12月20日に就任した。
1998年（民国87年）、「省県自治法」に代わる法律として「地方制度法」が制定された。これに伴って省政府は地方自治団体の地位を失い、行政院の出先機関となった。台湾省長は官選の台湾省政府主席に戻された。
2006年（民国95年）1月25日、林光華が台湾省政府主席を退任したが、中央政府は省政府秘書長の鄭培富に省政府主席が行使する権限を委譲したのみで、新たな省政府主席はその後2年弱にわたって任命されなかった。2007年（民国96年）12月7日、政務委員の林錫耀が台湾省政府主席を兼任することになり、以降2018年（民国107年）6月30日に台湾省政府主席の任命が停止されるまで、政務委員が台湾省政府主席を兼任する状態が続いた。

## 歴代台湾省政府主席・台湾省長一覧
| 代             | 氏名           | 写真           | 所属政党       | 在任期間                        | 備考                                                      |
| 台湾省政府主席 | 台湾省政府主席 | 台湾省政府主席 | 台湾省政府主席 | 台湾省政府主席                  | 台湾省政府主席                                            |
| -------------- | -------------- | -------------- | -------------- | ------------------------------- | --------------------------------------------------------- |
| 1              | 魏道明         |                | 中国国民党     | 1947年5月16日 - 1949年1月5日    |                                                           |
| 2              | 陳誠           |                | 中国国民党     | 1949年1月5日 - 1949年12月21日   |                                                           |
| 3              | 呉国楨         |                | 中国国民党     | 1949年12月21日 - 1953年4月16日  |                                                           |
| 4              | 兪鴻鈞         |                | 中国国民党     | 1953年4月16日 - 1954年6月7日    | 行政院長に転任                                            |
| 5              | 厳家淦         |                | 中国国民党     | 1954年6月7日 - 1957年8月16日    |                                                           |
| 6              | 周至柔         |                | 中国国民党     | 1957年8月16日 - 1962年12月1日   |                                                           |
| 7              | 黄杰           |                | 中国国民党     | 1962年12月1日 - 1969年7月5日    | 国防部長に転任                                            |
| 8              | 陳大慶         |                | 中国国民党     | 1969年7月5日 - 1972年6月6日     | 国防部長に転任                                            |
| 9              | 謝東閔         |                | 中国国民党     | 1972年6月6日 - 1978年5月20日    | 副総統に転任 初の本省人の主席                             |
| 代理           | 瞿韶華         |                | 中国国民党     | 1978年5月20日 - 1978年6月11日   | 省政府秘書長                                              |
| 10             | 林洋港         |                | 中国国民党     | 1978年6月12日 - 1981年12月5日   | 内政部長に転任                                            |
| 11             | 李登輝         |                | 中国国民党     | 1981年12月5日 - 1984年5月20日   | 副総統に転任                                              |
| 代理           | 劉兆田         |                | 中国国民党     | 1984年5月20日 - 1984年6月8日    | 省政府秘書長                                              |
| 12             | 邱創煥         |                | 中国国民党     | 1984年6月9日 - 1990年6月16日    |                                                           |
| 13             | 連戦           |                | 中国国民党     | 1990年6月16日 - 1993年2月25日   | 行政院長に転任                                            |
| 代理           | 凃徳錡         |                | 中国国民党     | 1993年2月27日 - 1993年3月19日   | 省政府秘書長                                              |
| 14             | 宋楚瑜         |                | 中国国民党     | 1993年3月20日 - 1994年12月20日  |                                                           |
| 台湾省長       |                |                |                |                                 |                                                           |
| 1              | 宋楚瑜         |                | 中国国民党     | 1994年12月20日 - 1998年12月21日 | 政務副省長：林豊正、頼英照 常務副省長：呉容明             |
| 台湾省政府主席 |                |                |                |                                 |                                                           |
| 15             | 趙守博         |                | 中国国民党     | 1998年12月21日 - 2000年5月2日   | 副主席：江清馦                                            |
| 代理           | 江清馦         |                | 中国国民党     | 2000年5月2日 - 2000年5月19日    | 副主席                                                    |
| 16             | 張博雅         |                | 無所属         | 2000年5月20日 - 2002年2月1日    | 副主席：荘碩漢 内政部長との兼任                           |
| 17             | 范光群         |                | 無所属         | 2002年2月1日 - 2004年10月13日   | 副主席：陳錦煌→侯家国                                     |
| 18             | 林光華         |                | 民主進歩党     | 2004年10月13日 - 2006年1月25日  | 副主席：侯家国→廖永来                                     |
| 代行           | 鄭培富         |                | 無所属         | 2006年1月25日 - 2007年12月7日   | 省政府秘書長                                              |
| 19             | 林錫耀         |                | 民主進歩党     | 2007年12月7日 - 2008年5月20日   | 行政院政務委員との兼任                                    |
| 20             | 蔡勲雄         |                | 中国国民党     | 2008年5月20日 - 2009年9月10日   | 行政院政務委員との兼任 行政院経済建設委員会主任委員に転任 |
| 21             | 張進福         |                | 無所属         | 2009年9月10日 - 2010年2月26日   | 行政院政務委員との兼任                                    |
| 22             | 林政則         |                | 中国国民党     | 2010年2月26日 - 2016年5月20日   | 行政院政務委員との兼任                                    |
| 23             | 施俊吉         |                | 無所属         | 2016年5月20日 - 2016年6月29日   | 行政院政務委員との兼任 台湾証券取引所董事長に転任         |
| 24             | 許璋瑶         |                | 無所属         | 2016年6月29日 - 2017年11月6日   | 行政院政務委員との兼任 台湾証券取引所董事長に転任         |
| 25             | 呉沢成         |                | 無所属         | 2017年11月6日 - 2018年6月30日   | 行政院政務委員との兼任                                    |